# Liste des sénateurs des États-Unis pour le Tennessee
Depuis son adhésion à l'Union, le 1er juin 1796, l'État du Tennessee élit deux sénateurs, membres du Sénat des États-Unis.

## Liste
| Sénateur de classe 1                                                                                         | Sénateur de classe 1              | Sénateur de classe 1 | Congrès                             | Sénateur de classe 2 | Sénateur de classe 2 | Sénateur de classe 2 |
| --- | --------------------------------- | -------------------- | ----------------------------------- | -------------------- | -------------------- | -------------------- |
| |                                   |                      | 4e (1796-1797)                      |                      |                      |                      |
| |                                   |                      | 5e (1797-1799)                      |                      |                      |                      |
| |                                   |                      | 6e (1799-1801)                      |                      |                      |                      |
| |                                   |                      | 7e (1801-1803)                      |                      |                      |                      |
| |                                   |                      | 8e (1803-1805)                      |                      |                      |                      |
| |                                   |                      | 9e (1805-1807)                      |                      |                      |                      |
| |                                   |                      | 10e (1807-1809)                     |                      |                      |                      |
| |                                   |                      | 11e (1809-1811)                     |                      |                      |                      |
| |                                   |                      | 12e (1811-1813)                     |                      |                      |                      |
| |                                   |                      | 13e (1813-1815)                     |                      |                      |                      |
| |                                   |                      | 14e (1815-1817)                     |                      |                      |                      |
| |                                   |                      | 15e (1817-1819)                     |                      |                      |                      |
| |                                   |                      | 16e (1819-1821)                     |                      |                      |                      |
| |                                   |                      | 17e (1821-1823)                     |                      |                      |                      |
| |                                   |                      | 18e (1823-1825)                     |                      |                      |                      |
| |                                   |                      | 19e (1825-1827)                     |                      |                      |                      |
| |                                   |                      | 20e (1827-1829)                     |                      |                      |                      |
| |                                   |                      | 21e (1829-1831)                     |                      |                      |                      |
| |                                   |                      | 22e (1831-1833)                     |                      |                      |                      |
| |                                   |                      | 23e (1833-1835)                     |                      |                      |                      |
| |                                   |                      | 24e (1835-1837)                     |                      |                      |                      |
| |                                   |                      | 25e (1837-1839)                     |                      |                      |                      |
| |                                   |                      | 26e (1839-1841)                     |                      |                      |                      |
| |                                   |                      | 27e (1841-1843)                     |                      |                      |                      |
| |                                   |                      | 28e (1843-1845)                     |                      |                      |                      |
| |                                   |                      | 29e (1845-1847)                     |                      |                      |                      |
| |                                   |                      | 30e (1847-1849)                     |                      |                      |                      |
| |                                   |                      | 31e (1849-1851)                     |                      |                      |                      |
| |                                   |                      | 32e (1851-1853)                     |                      |                      |                      |
| |                                   |                      | 33e (1853-1855)                     |                      |                      |                      |
| |                                   |                      | 34e (1855-1857)                     |                      |                      |                      |
| |                                   |                      | 35e (1857-1859)                     |                      |                      |                      |
| |                                   |                      | 36e (1859-1861)                     |                      |                      |                      |
| |                                   |                      | 37e (1861-1862)                     |                      |                      |                      |
| De mars 1862 à juillet 1866, le Tennessee — membre des États confédérés d'Amérique — n'élit pas de sénateur. |                                   |                      |                                     |                      |                      |                      |
| |                                   |                      | 39e (1866-1867)                     |                      |                      |                      |
| |                                   |                      | 40e (1867-1869)                     |                      |                      |                      |
| |                                   |                      | 41e (1870-1871)                     |                      |                      |                      |
| |                                   |                      | 42e (1871-1873)                     |                      |                      |                      |
| |                                   |                      | 43e (1873-1875)                     |                      |                      |                      |
| |                                   |                      | 44e (1875-1877)                     |                      |                      |                      |
| |                                   |                      | 45e (1877-1879)                     |                      |                      |                      |
| |                                   |                      | 46e (1879-1881)                     |                      |                      |                      |
| |                                   |                      | 47e (1881-1883)                     |                      |                      |                      |
| |                                   |                      | 48e (1883-1885)                     |                      |                      |                      |
| |                                   |                      | 49e (1885-1887)                     |                      |                      |                      |
| |                                   |                      | 50e (1887-1889)                     |                      |                      |                      |
| |                                   |                      | 51e (1889-1891)                     |                      |                      |                      |
| |                                   |                      | 52e (1891-1893)                     |                      |                      |                      |
| |                                   |                      | 53e (1893-1895)                     |                      |                      |                      |
| |                                   |                      | 54e (1895-1897)                     |                      |                      |                      |
| |                                   |                      | 55e (1897-1899)                     |                      |                      |                      |
| |                                   |                      | 56e (1899-1901)                     |                      |                      |                      |
| |                                   |                      | 57e (1901-1903)                     |                      |                      |                      |
| |                                   |                      | 58e (1903-1905)                     |                      |                      |                      |
| |                                   |                      | 59e (1905-1907)                     |                      |                      |                      |
| |                                   |                      | 60e (1907-1909)                     |                      |                      |                      |
| |                                   |                      | 61e (1909-1911)                     |                      |                      |                      |
| | Luke Lea (en) (démocrate)         |                      | 62e (1911-1913)                     |                      |                      |                      |
| 62e (1912-1913)                                                                                              | Luke Lea (en) (démocrate)         |                      | Newell Sanders (en) (républicain)   |                      |                      |                      |
| 62e (1913)                                                                                                   | Luke Lea (en) (démocrate)         |                      | William R. Webb (en) (démocrate)    |                      |                      |                      |
| 63e (1913-1915)                                                                                              | Luke Lea (en) (démocrate)         |                      | John K. Shields (en) (démocrate)    |                      |                      |                      |
| 64e (1915-1917)                                                                                              | Luke Lea (en) (démocrate)         |                      | John K. Shields (en) (démocrate)    |                      |                      |                      |
| | Kenneth McKellar (en) (démocrate) |                      | John K. Shields (en) (démocrate)    | 65e (1917-1919)      |                      |                      |
| 66e (1919-1921)                                                                                              | Kenneth McKellar (en) (démocrate) |                      | John K. Shields (en) (démocrate)    |                      |                      |                      |
| 67e (1921-1923)                                                                                              | Kenneth McKellar (en) (démocrate) |                      | John K. Shields (en) (démocrate)    |                      |                      |                      |
| 68e (1923-1925)                                                                                              | Kenneth McKellar (en) (démocrate) |                      | John K. Shields (en) (démocrate)    |                      |                      |                      |
| 69e (1925-1927)                                                                                              | Kenneth McKellar (en) (démocrate) |                      | Lawrence D. Tyson (en) (démocrate)  |                      |                      |                      |
| 70e (1927-1929)                                                                                              | Kenneth McKellar (en) (démocrate) |                      | Lawrence D. Tyson (en) (démocrate)  |                      |                      |                      |
| 71e (1929)                                                                                                   | Kenneth McKellar (en) (démocrate) |                      | Lawrence D. Tyson (en) (démocrate)  |                      |                      |                      |
| 71e (1929-1931)                                                                                              | Kenneth McKellar (en) (démocrate) |                      | William E. Brock (en) (démocrate)   |                      |                      |                      |
| 72e (1931-1933)                                                                                              | Kenneth McKellar (en) (démocrate) |                      | Cordell Hull (démocrate)            |                      |                      |                      |
| 73e (1933-1935)                                                                                              | Kenneth McKellar (en) (démocrate) |                      | Nathan L. Bachman (en) (démocrate)  |                      |                      |                      |
| 74e (1935-1937)                                                                                              | Kenneth McKellar (en) (démocrate) |                      | Nathan L. Bachman (en) (démocrate)  |                      |                      |                      |
| 75e (1937)                                                                                                   | Kenneth McKellar (en) (démocrate) |                      | Nathan L. Bachman (en) (démocrate)  |                      |                      |                      |
| 75e (1937-1938)                                                                                              | Kenneth McKellar (en) (démocrate) |                      | George L. Berry (en) (démocrate)    |                      |                      |                      |
| 75e (1938-1939)                                                                                              | Kenneth McKellar (en) (démocrate) |                      | Tom Stewart (en) (démocrate)        |                      |                      |                      |
| 76e (1939-1941)                                                                                              | Kenneth McKellar (en) (démocrate) |                      | Tom Stewart (en) (démocrate)        |                      |                      |                      |
| 77e (1941-1943)                                                                                              | Kenneth McKellar (en) (démocrate) |                      | Tom Stewart (en) (démocrate)        |                      |                      |                      |
| 78e (1943-1945)                                                                                              | Kenneth McKellar (en) (démocrate) |                      | Tom Stewart (en) (démocrate)        |                      |                      |                      |
| 79e (1945-1947)                                                                                              | Kenneth McKellar (en) (démocrate) |                      | Tom Stewart (en) (démocrate)        |                      |                      |                      |
| 80e (1947-1949)                                                                                              | Kenneth McKellar (en) (démocrate) |                      | Tom Stewart (en) (démocrate)        |                      |                      |                      |
| 81e (1949-1951)                                                                                              | Kenneth McKellar (en) (démocrate) |                      | Estes Kefauver (démocrate)          |                      |                      |                      |
| 82e (1951-1953)                                                                                              | Kenneth McKellar (en) (démocrate) |                      | Estes Kefauver (démocrate)          |                      |                      |                      |
| | Albert Gore Sr. (démocrate)       |                      | Estes Kefauver (démocrate)          | 83e (1953-1955)      |                      |                      |
| 84e (1955-1957)                                                                                              | Albert Gore Sr. (démocrate)       |                      | Estes Kefauver (démocrate)          |                      |                      |                      |
| 85e (1957-1959)                                                                                              | Albert Gore Sr. (démocrate)       |                      | Estes Kefauver (démocrate)          |                      |                      |                      |
| 86e (1959-1961)                                                                                              | Albert Gore Sr. (démocrate)       |                      | Estes Kefauver (démocrate)          |                      |                      |                      |
| 87e (1961-1963)                                                                                              | Albert Gore Sr. (démocrate)       |                      | Estes Kefauver (démocrate)          |                      |                      |                      |
| 88e (1963)                                                                                                   | Albert Gore Sr. (démocrate)       |                      | Estes Kefauver (démocrate)          |                      |                      |                      |
| 88e (1963-1964)                                                                                              | Albert Gore Sr. (démocrate)       |                      | Herbert S. Walters (en) (démocrate) |                      |                      |                      |
| 88e (1964-1965)                                                                                              | Albert Gore Sr. (démocrate)       |                      | Ross Bass (en) (démocrate)          |                      |                      |                      |
| 89e (1965-1967)                                                                                              | Albert Gore Sr. (démocrate)       |                      | Ross Bass (en) (démocrate)          |                      |                      |                      |
| 90e (1967-1969)                                                                                              | Albert Gore Sr. (démocrate)       |                      | Howard Baker (républicain)          |                      |                      |                      |
| 91e (1969-1971)                                                                                              | Albert Gore Sr. (démocrate)       |                      | Howard Baker (républicain)          |                      |                      |                      |
| | Bill Brock (républicain)          |                      | Howard Baker (républicain)          | 92e (1971-1973)      |                      |                      |
| 93e (1973-1975)                                                                                              | Bill Brock (républicain)          |                      | Howard Baker (républicain)          |                      |                      |                      |
| 94e (1975-1977)                                                                                              | Bill Brock (républicain)          |                      | Howard Baker (républicain)          |                      |                      |                      |
| | Jim Sasser (démocrate)            |                      | Howard Baker (républicain)          | 95e (1977-1979)      |                      |                      |
| 96e (1979-1981)                                                                                              | Jim Sasser (démocrate)            |                      | Howard Baker (républicain)          |                      |                      |                      |
| 97e (1981-1983)                                                                                              | Jim Sasser (démocrate)            |                      | Howard Baker (républicain)          |                      |                      |                      |
| 98e (1983-1985)                                                                                              | Jim Sasser (démocrate)            |                      | Howard Baker (républicain)          |                      |                      |                      |
| 99e (1985-1987)                                                                                              | Jim Sasser (démocrate)            |                      | Al Gore Jr. (démocrate)             |                      |                      |                      |
| 100e (1987-1989)                                                                                             | Jim Sasser (démocrate)            |                      | Al Gore Jr. (démocrate)             |                      |                      |                      |
| 101e (1989-1991)                                                                                             | Jim Sasser (démocrate)            |                      | Al Gore Jr. (démocrate)             |                      |                      |                      |
| 102e (1991-1993)                                                                                             | Jim Sasser (démocrate)            |                      | Al Gore Jr. (démocrate)             |                      |                      |                      |
| 103e (1993-1994)                                                                                             | Jim Sasser (démocrate)            |                      | Harlan Mathews (en) (démocrate)     |                      |                      |                      |
| 103e (1994-1995)                                                                                             | Jim Sasser (démocrate)            |                      | Fred Thompson (républicain)         |                      |                      |                      |
| | Bill Frist (républicain)          |                      | Fred Thompson (républicain)         | 104e (1995-1997)     |                      |                      |
| 105e (1997-1999)                                                                                             | Bill Frist (républicain)          |                      | Fred Thompson (républicain)         |                      |                      |                      |
| 106e (1999-2001)                                                                                             | Bill Frist (républicain)          |                      | Fred Thompson (républicain)         |                      |                      |                      |
| 107e (2001-2003)                                                                                             | Bill Frist (républicain)          |                      | Fred Thompson (républicain)         |                      |                      |                      |
| 108e (2003-2005)                                                                                             | Bill Frist (républicain)          |                      | Lamar Alexander (républicain)       |                      |                      |                      |
| 109e (2005-2007)                                                                                             | Bill Frist (républicain)          |                      | Lamar Alexander (républicain)       |                      |                      |                      |
| | Bob Corker (républicain)          |                      | Lamar Alexander (républicain)       | 110e (2007-2009)     |                      |                      |
| 111e (2009-2011)                                                                                             | Bob Corker (républicain)          |                      | Lamar Alexander (républicain)       |                      |                      |                      |
| 112e (2011-2013)                                                                                             | Bob Corker (républicain)          |                      | Lamar Alexander (républicain)       |                      |                      |                      |
| 113e (2013-2015)                                                                                             | Bob Corker (républicain)          |                      | Lamar Alexander (républicain)       |                      |                      |                      |
| 114e (2015-2017)                                                                                             | Bob Corker (républicain)          |                      | Lamar Alexander (républicain)       |                      |                      |                      |
| 115e (2017-2019)                                                                                             | Bob Corker (républicain)          |                      | Lamar Alexander (républicain)       |                      |                      |                      |
| | Marsha Blackburn (républicain)    |                      | Lamar Alexander (républicain)       | 116e (2019-2021)     |                      |                      |
| 117e (2021-2023)                                                                                             | Marsha Blackburn (républicain)    |                      | Bill Hagerty (républicain)          |                      |                      |                      |
| 118e (2023-2025)                                                                                             | Marsha Blackburn (républicain)    |                      | Bill Hagerty (républicain)          |                      |                      |                      |
| 119e (2025-2027)                                                                                             | Marsha Blackburn (républicain)    |                      | Bill Hagerty (républicain)          |                      |                      |                      |